# Ennada subornata
Ennada subornata är en fjärilsart som beskrevs av Walker 1862. Ennada subornata ingår i släktet Ennada och familjen mätare. Inga underarter finns listade i Catalogue of Life.